# اویابه، تویاما
اویابه در استان تویاما در کشور ژاپن واقع شده‌است  که دارای جمعیت ۳۲٬۶۵۶ نفر و مساحت ۱۳۴٫۱۱ کیلومتر مربع با تراکم جمعیت ۲۴۴  نفر در کیلومترمربع است و در تاریخ ۱ اوت ۱۹۶۲ به عنوان شهر شناخته شد.